# 兼职奶爸
《兼职奶爸》（英語：Old Dogs）是一部2009年美國喜劇電影，由導演華特·貝克執導，約翰·屈伏塔和羅賓·威廉斯主演。